# Mittleres Volksgericht

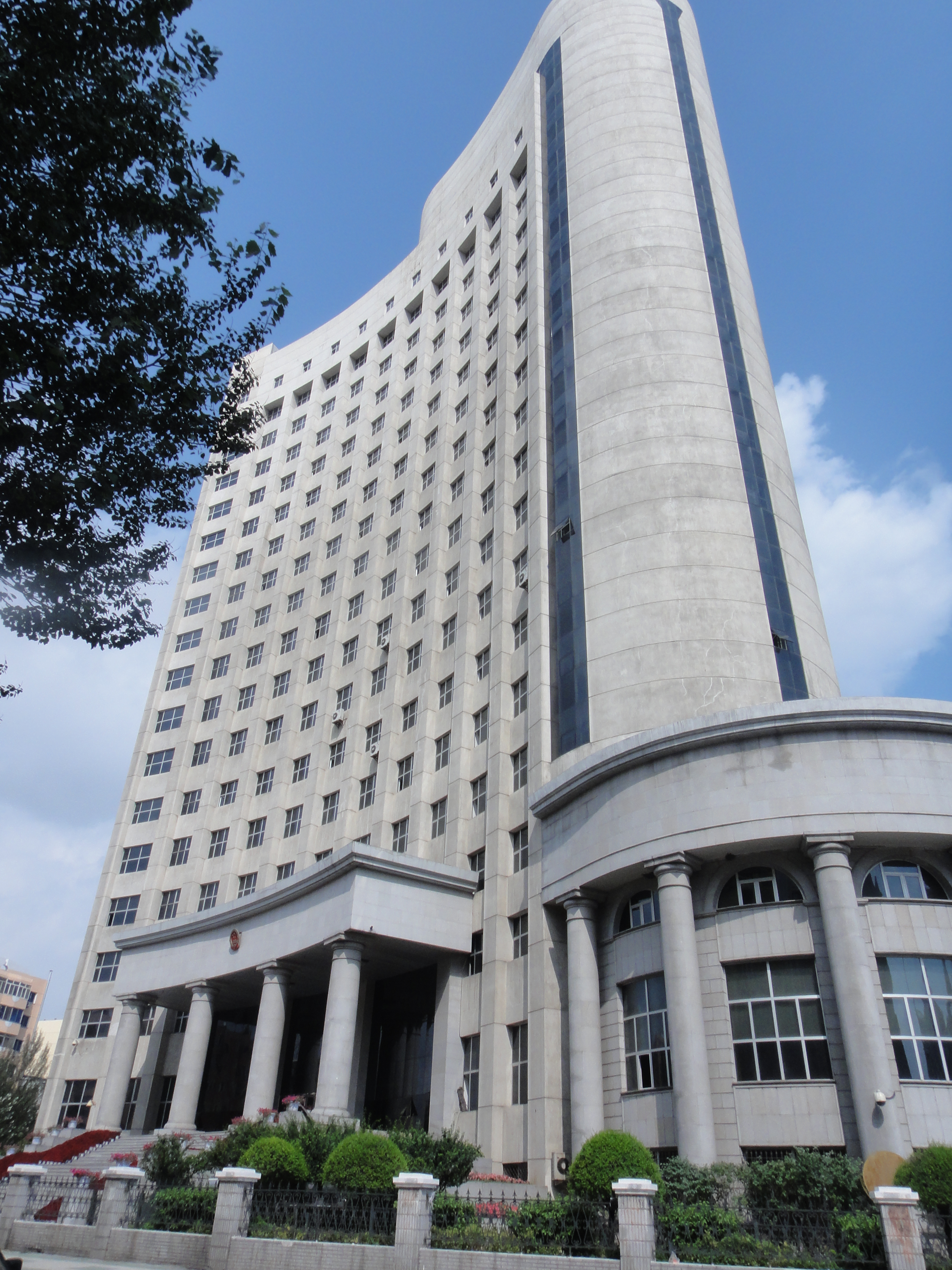
Mittleres Volksgericht in Harbin

Ein Mittleres Volksgericht (chinesisch 中级人民法院, Pinyin Zhōngjí Rénmín Fǎyuàn) ist ein ordentliches Gericht in der Volksrepublik China. Sie bestehen nach Art. 21 des Gesetzes über die Volksgerichtshöfe in der Volksrepublik China vom 1. Januar 1980 in den Regionen, Provinzen, autonomen Gebieten, den regierungsunmittelbaren Städten sowie in den von den Provinzen und den autonomen Gebieten verwalteten Städten und autonomen Bezirken. Sie richten Straf-, Zivil- und Wirtschaftskammern ein, sowie sonstige Kammern, die für notwendig befunden werden (Art. 24). Mittlere Volksgerichte erkennen in erster Instanz, soweit ihnen dies durch Gesetz zugewiesen ist oder ein unteres Volksgericht ihnen den Fall zugewiesen hat. Sie erkennen in zweiter Instanz gegen Urteile der unteren Volksgerichte (Art. 25).